# Christina Chang
Christina Chang (en xinès:張韻明) és una actriu taiwano-estatunidenca, que ha aparegut a les sèries 24, CSI: Miami, i Nashville. Actualment interpreta la Cap de Cirurgia Audrey Lim a la sèrie The Good Doctor.
Va néixer i criar-se a Taipei, Taiwan, de pare filipí i mare estatunidenca. Va assistir a la Taipei American School i és fluent en mandarí. Amb 17 anys es va traslladar als Estats Units per estudiar teatre i cinema a la Universitat de Kansas, l'estat de residència de la seva mare. Posteriorment es va traslladar a Seattle, on es va graduar a la Universitat de Washington. Després de graduar-se, va aconseguir el seu primer paper a l'obra Naomi's Road al Children's Theatre de Seattle i després va participar en una obra d'off-Broadway de Tina Landau.
Més endavant es va traslladar a la ciutat de Nova York i actuar com a actriu convidada a diversos programes televisius com Cosby i As the World Turns. Va aconseguir papers protagonistes a pel·lícules com 28 Dies i Capricis del destí, tot i que és més coneguda pels seus papers a les sèries de televisió. Va tenir un paper recurrent a la sèrie de la cadena ABC Dragnet (2003–2004), a la sèrie 24 interpretant la Dra. Sunny Macer i a l'advocada Rebecca Nevins a CSI: Miami. L'any 2010, la van triar per la sèrie d'ABC No Ordinary Family, però la va deixar després de dos episodis. També ha aparegut a Once and Again, Boston Legal, Close to Home, Brothers & Sisters, Private Practice, Suits, The Mentalist (s2, eps5) i Desesperat Housewives. L'any 2013 la van seleccionar per un paper recurrent a la segona temporada de la sèrie de la cadena ABC Nashville, fent de Megan Vannoy. El 2014, va figurar com a personatge regular al capítol pilot de la sèrie dramàtic Sea of Fire, juntament amb Jennifer Carpenter. Des del 2017, interpreta la Dra. Audrey Lim a The Good Doctor.

## Filmografia

### Pel·lícules
| Any  | Títol              | Personatge   | Notes                                        |
| ---- | ------------------ | ------------ | -------------------------------------------- |
| 1998 | Brother Tied       | Camille      | Dirigit i co-escrit per Derek Cianfrance.    |
| 1999 | Random Hearts      | Laurie       | Drama romàntic dirigit per Sydney Pollack.   |
| 2000 | 28 Dies            | Dama d'honor | Comèdia dramàtica dirigida per Betty Thomas. |
| 2001 | Dinner and a Movie | Rhonda       | Dirigit per Lisa Kors.                       |

### Televisió
| Any          | Títol                | Personatge                        | Notes                                                                 |
| ------------ | -------------------- | --------------------------------- | --------------------------------------------------------------------- |
| 2003–2009    | 24                   | Dra. Sunny Macer                  | Recurrent                                                             |
| 2004         | Investigació mèdica  | Jenny Small                       | Episodi: "Escapada" (Estació 1; episodi 4)                            |
| 2004         | Hack                 | Cate Tann                         | Episodi: "va Calibrar Arguments" (Estació 2; episodi 12)              |
| 2004         | The West Wing        | Alex Moreau                       | Episodi: "El Warfare de Genghis Khan" (Estació 5; episodi 13)         |
| 2004         | Hack                 | Cate Tann                         | Episodi: "Un per La meva Criatura" (Estació 2; episodi 17)            |
| 2004–2010    | CSI: Miami           | Fiscal Rebecca Nevins             | Recurrent                                                             |
| 2005         | Boston Legal         | Advocada Elizabeth Tyler          | Episodi: "Deixa Anell de Vendes" (Estació 1; episodi 16)              |
| 2005         | Breadwinners         | Anne Lowell                       | Fet-per-televisió-la pel·lícula dirigida per Michael Lange.           |
| 2005         | Numb3rs              | Val Eng                           | Episodi: "Objectiu Tou" (Estació 2; episodi 6)                        |
| 2005–2007    | Close to Home        | Becky Brokaw                      | Recurrent                                                             |
| 2006         | Women in Law         | Liz                               | Episodi: "Bar Alt" (Estació 1; episodi 2)                             |
| 2007         | Union Jackass        | Sonya Wang                        | Episodi: "Pilot" (Estació 1; episodi 1)                               |
| 2007         | Suspect              | Justine Lambroso                  | Fet-per-televisió-la pel·lícula dirigida per Guy Ritchie.             |
| 2007         | Standoff             | Dra. Meredith Golden              | Episodi: "Backfire" (Estació 1; episodi 13)                           |
| 2007         | Traveler             | Alex                              | Episodi: "El Comerciant" (Estació 1; episodi 6)                       |
| 2008         | Play or Be Played    | Diane Hobbs                       | Fet-per-televisió-la pel·lícula dirigida per Barry Sonnenfeld.        |
| 2008         | Unhitched            | Gabby                             | Episodi: "Conjoined Germana To Cap-Hitter" (Estació 1; episodi 3)     |
| 2008         | Eleventh Hour        | Professora Anna Young             | Episodi: "Carn" (S 1:Ep 9)                                            |
| 2008         | Man of Your Dreams   | Malinda                           | Fet-per-televisió-la pel·lícula dirigida per Jason Ensler.            |
| 2009         | The Forgotten        | Claire Post                       | Episodi: "Diamond Jane" (S 1:Ep 2)                                    |
| 2009         | Brothers & Sisters   | Professora Jane Condon            | Episodi: "De França amb Amor"                                         |
| 2009         | The Forgotten        | Claire Post                       | Episodi: "Paracaiguda Jane" (S 1:Ep 4)                                |
| 2009         | The Mentalist        | Lillian Foster                    | Episodi: "Ensurt Vermell" (S 2:Ep 5)                                  |
| 2011         | Suits                | Vivien Tanaka                     | Episodi: "Secrets Petits Bruts" (S 1:ep 4)                            |
| 2011         | Revenge              | Karrie Thurgood                   | Episodi: "Pilot" (S 1:Ep 1)                                           |
| 2012         | The Firm             | Prosecutor Rebecca Crowell        | Episodi: "Capítol Quatre" (S 1:ep 4)                                  |
| 2012         | Revenge              | Karrie Thurgood                   | Episodi: "Intuïció" (S 2:Ep 4)                                        |
| 2012         | Desperate Housewives | D.Un. Stone                       | Recurrent                                                             |
| 2013–2014    | Nashville            | Megan Vannoy                      | Recurrent                                                             |
| 2016         | NCIS                 | NCIS Agent Especial Valeri Pàgina | Episodi: "Reaccionar" (S 13:Ep 15)                                    |
| 2016         | Lucifer              | Vanessa Dunlear                   | Episodi: St.Lucifer (S 1:Ep 11)                                       |
| 2017–present | The Good Doctor      | Audrey Lim                        | Personatge recurrent (temporada 1) personatge principal (temporada 2) |